# Recherche scientifique en France
La recherche scientifique française est la recherche scientifique qui se déroule en France. Elle se divise en recherche publique et recherche privée.
Concernant la recherche dans le secteur public, elle se déroule dans les universités et les organismes publics civils de recherche français, en particulier certains établissements publics à caractère industriel et commercial (EPIC), certains établissements publics à caractère administratif (EPA), et des établissements publics à caractère scientifique et technologique (EPST).
Les entreprises mènent également des activités de recherche.

## Recherche publique en France
La recherche publique est la part de la recherche scientifique organisée et financée par l'État français et les collectivités territoriales françaises. Une autre part est financée par les entreprises privées, il s'agit de la recherche privée. Pour l'ensemble de sa recherche, selon les chiffres de l'OCDE, la France subit un déclassement, en 2019 son investissement à 2,9 % du PIB, la situe à la 13e place, en 1992 elle occupait la 4e place des pays de l'OCDE.
L’organisation de la recherche publique en France s'organise autour des organismes publics civils de recherche et des universités.
L'organisation relève du ministère de l'Enseignement supérieur et de la Recherche. Toutefois, d'autres départements ministériels (Défense, Santé et Agriculture notamment) exercent des attributions en matière de recherche.

## Recherche privée en France
Le secteur privé est également actif dans la recherche française. Les entreprises emploient 165 800 chercheurs en France en 2015, principalement dans des secteurs d'activité tels que l'informatique (12 %), l'industrie automobile (11 %), ou encore la construction aéronautique et spatiale (10 %). Ce chiffre représente 60 % de l'ensemble des chercheurs en France.
L'étude "Global Innovation 1000" du cabinet d'audit PwC, produit en 2018, a établi un classement des entreprises en fonction de leur investissement dans la Recherche et développement, en milliards de dollars. Dans ce classement, on retrouve les entreprises françaises suivantes :
1. Sanofi (5,77 Mds€)
2. Renault (2,73 Mds€)
3. Groupe PSA (2,36 Mds€)
4. Valeo (1,19 Mds€)
5. Safran (1,01 Mds€)
6. Schneider Electric (975 M€)
7. L'Oréal (922,3 M€)
8. Thales (843,3 M€)
9. Total (799,3 M€)
10. Ubisoft (746,6 M€)
11. Orange (737,8 M€)
12. Michelin (676,3 M€)
13. Dassault Systèmes (606 M€)
14. EDF (579,7 M€)
15. Saint Gobain (474 M€)

## Dépenses de recherche
La part de la recherche publique et privée dans le produit intérieur brut se monte à 2,25 % en 2011 (contre 2,23 % en 2002). Le président de la République Jacques Chirac avait affiché un objectif de 3 %, conformément à la Stratégie de Lisbonne, fixée par l'Europe. Néanmoins, ces dépenses auront stagné durant la décennie 2000-2010. Le budget total prévu pour les PEPR (Programme et équipement prioritaire de recherche) est d'environ 3 milliards d'euros sur la période 2020-2027.
La France est le 10e pays au monde en matière de pourcentage du PIB consacré à la recherche scientifique, derrière notamment :
- Israël, 4,39 %
- Finlande, 3,78 % ;
- Suède, 3,37 % ;
- Japon, 3,26 % ;
- Allemagne, 2,84 % ;
- États-Unis, 2,77 %.

## Efficacité de la recherche
La recherche est par définition extrêmement difficile à évaluer, puisqu'il s'agit de savoirs de pointe, dont les découvertes doivent s'apprécier dans la durée. Il existe néanmoins un certain nombre d'indicateurs qui permettent d'évaluer la production scientifique d'un pays (nombre de publications, de brevets…), ou de chercheurs individuel (recours à la bibliométrie).
En France, les laboratoires sont évalués tous les quatre ans par l'Agence d'Évaluation de la Recherche et de l'Enseignement Supérieur (AERES), depuis 2007, devenu HCERES.
Selon le ministère de l'Enseignement supérieur et de la Recherche, la France s'est placée en 2015 au 7e rang mondial en termes de production de publications scientifiques (1 643 000 publications). Selon l'Institut National de la Propriété Intellectuelle, le nombre de dépôts de demandes de brevets s'est établi en 2018 à 16 222. En 2022, la France est classée en 12e position pour l'indice mondial de l'innovation.